# Уоткинс, Морин Даллас
Морин Даллас Уоткинс (англ. Maurine Dallas Watkins; 27 июля 1896 — 10 августа 1969) — американская журналистка и драматург. Известна как автор пьесы «Чикаго», по мотивам которой был поставлен знаменитый мюзикл и снят голливудский фильм.
Морин родилась в Луисвилле, штат Кентукки, и среднее образование получила в Старшей школе Кроуфордсвилль. После школы Уоткинс поочерёдно закончила пять колледжей. В 1919 году, когда она училась в колледже Батлер, Морин возглавила женское общество Каппа-Альфа-Тета. После колледжей она устроилась на работу репортёра в газету «Chicago Tribune», но проработав там менее семи месяцев пошла в Йельский университет изучать драму.
Работая в «Chicago Tribune» в 1924 Уоткинс сосредоточилась (помимо разделов криминальной хроники она такиже писала репортажи про похороны и женскоие пацифистские движения) на репортажах про двух преступниц: Бьюлу Эннон, которая застрелила своего тайного любовника в пылу ссоры, и Белву Гертнер, актрису варьете, тоже застрелившую своего бойфренда с пьяных глаз. Обе они утверждали, что их справоцировали алкоглль и мужчины, и в статьях Уоткинс назывались, как «Джазовые крошки» (Jazz babies). Бьюлу Уоткинс охарактеризовала, как «Красавица тюремного блока», Белву, — как «Самая элегантная из разряда убийц». Хотя и та, и другая позже были оправданы судами, сама Уоткинс считала, что они виновны. Спустя годы, уже после смерти Уоткинс, один из её наследников сообщил, что под конец жизни та очень мучилась от мысли, что её газетные статьи вызвали у общественности симпатии к этим женщинам, и Уоткинс казалось, что она косвенно поспобствовала тому, что эти двое получили оправдательные приговоры. 
Самыми известными статьями Уоткинс был репортаж об Леопольде и Лёбе.
В Йельском университете она в качестве классного задания написала на основе преступлений Эннан и Гэртнер пьесу, которую изначально назвала «Храбрая Маленькая Женщина» (англ. The Brave Little Woman), которую затем переименовала в «Чикаго, или Играй По-Честному» (англ. Chicago, or Play Ball), а позже сократила название до просто «Чикаго». Прототипом главной героини „Рокси Харт“ стала Бьюла Эннан, „Вэлма Келли“ — Белва Гэртнер, муж Бьюлы Альберт Эннан стал прототипом мужа Рокси „Эймоса Харта“, а адвокаты Уилльям Скотт Стюарт и Ви-Ви О'Брайн стали комбинацией сложного персонажа „Билли Флинна“ (большую часть черт Флинн получил всё же от О'Брайна). Преподаватель богословия Йельского Университета назвал работу Уоткинс «мерзкой, безнравственной и богохульственной», но даже он был вынужден признать, что в ней довольно точно описывались нравы того времени.
Морин не только получила за свою работу самый высокий балл в классе: 30 декабря 1926 года пьеса «Чикаго» открылась на Бродвее. Изначально режиссёром должен был стать Сэм Форрест, но он был заменён на Джорджа Эбботта по просьбе Джинн Иглс, которая играла Рокси. Пьеса выдержала 182 представления, после чего отправилась на 2 года в турне (когда пьеса шла в Лос-Анджелесе, роль Эймоса Харта играл Кларк Гейбл). В 1927 году Сесиль Де Милль снял одноимённый немой фильм фильм, а в 1942 вышла картина «Рокси Харт» режиссёра Уильяма Вельмана с Джинджер Роджерс в главной роли (сюжет в корне отличался от пьесы, потому что целиком сосредотачивался только на самой Рокси Харт и половина остальных персонажей, в том числе и Вэлма Келли, в сюжете не присутствовала).
В дальнейшем Уоткинс написала приблизительно двадцать пьес, но самой успешной была только «Чикаго». Она переехала в Голливуд, где начала писать сценарии для фильмов, среди которых была драматическая комедия 1936 года «Оклеветанная» со Спенсером Трейси. Пьесы и сценарии сильно обогатили её и она много путешествовала по миру. 
Её писательская карьера заончилась примерно в 1941 году, когда умер её отец, после чего Уоткинс покинула Голливуд и уехала во Флориду, чтобы быть поближе к матери. В 1940-х Уоткинс постепенно ушла в тень, так как у неё случился рак лица, который обезобразил её, и к 1968 году она жила очень затворнически, покидая её квартиру чаще всего скрытно. Поскольку Уоткинс была убеждённой христианкой, то она завещала своё состояние в 2 300 000 долларов библеистским изучениям в 20 университетах, включая Принстон. В 1960 году с ней связался Боб Фосс, который хотел выкупить права на «Чикаго», чтобы сделать по ней одноимённый мюзикл, но Уоткинс отказала ему. Права Фосс смог получить только после её смерти. В 2002 году мюзикл был экранизирован.